# Tim Staubli
Tim Staubli (ur. 16 kwietnia 2000 w Buchs) – szwajcarski piłkarz występujący na pozycji pomocnika w szwajcarskim klubie FC Sankt Gallen.

## Kariera klubowa

### FC Sankt Gallen
W 2014 dołączył do akademii FC Sankt Gallen. 1 lipca 2019 został przesunięty do pierwszego zespołu. Zadebiutował 8 grudnia 2019 w meczu Swiss Super League przeciwko FC Thun (1:4). W sezonie 2019/20 jego zespół zajął drugie miejsce w tabeli zdobywając wicemistrzostwo Szwajcarii. Pierwszą bramkę zdobył 22 grudnia 2020 w meczu ligowym przeciwko BSC Young Boys (1:2).

## Kariera reprezentacyjna

### Szwajcaria U-15
W 2014 roku otrzymał powołanie do reprezentacji Szwajcarii U-15. Zadebiutował 9 września 2014 w meczu towarzyskim przeciwko reprezentacji Szkocji U-15 (2:1).

### Szwajcaria U-16
W 2015 roku otrzymał powołanie do reprezentacji Szwajcarii U-16. Zadebiutował 17 września 2015 w meczu towarzyskim przeciwko reprezentacji Włoch U-16 (1:0). Pierwszą bramkę zdobył 13 października 2015 w meczu towarzyskim przeciwko reprezentacji Słowenii U-16 (0:2).

### Szwajcaria U-17
W 2017 roku otrzymał powołanie do reprezentacji Szwajcarii U-17. Zadebiutował 11 maja 2017 w meczu towarzyskim przeciwko reprezentacji Austrii U-17 (2:1).

## Statystyki

### Klubowe
(aktualne na dzień 3 stycznia 2021)
| Klub               | Sezon              | Liga               | Liga  | Liga   | Puchar kraju | Puchar kraju | Suma  | Suma   |
| Klub               | Sezon              | Liga               | Mecze | Bramki | Mecze        | Bramki       | Mecze | Bramki |
| ------------------ | ------------------ | ------------------ | ----- | ------ | ------------ | ------------ | ----- | ------ |
| FC Sankt Gallen    | 2019/20            | Swiss Super League | 13    | 0      | 0            | 0            | 13    | 0      |
| FC Sankt Gallen    | 2020/21            | Swiss Super League | 12    | 1      | 0            | 0            | 12    | 1      |
| FC Sankt Gallen    | Ogólnie            | Ogólnie            | 25    | 1      | 0            | 0            | 25    | 1      |
| Ogólnie w karierze | Ogólnie w karierze | Ogólnie w karierze | 25    | 1      | 0            | 0            | 25    | 1      |

### Reprezentacyjne
(aktualne na dzień 3 stycznia 2021)
| Reprezentacja   | Rok     | Mecze | Bramki |
| --------------- | ------- | ----- | ------ |
| Szwajcaria U-15 |         |       |        |
| 2014            | 3       | 0     |        |
| 2015            | 1       | 0     |        |
| Ogólnie         | Ogólnie | 4     | 0      |
| Szwajcaria U-16 |         |       |        |
| 2015            | 3       | 2     |        |
| 2016            | 4       | 0     |        |
| Ogólnie         | Ogólnie | 7     | 2      |
| Szwajcaria U-17 |         |       |        |
| 2017            | 1       | 0     |        |
| Ogólnie         | Ogólnie | 1     | 0      |

| Mecze i gole w reprezentacji | Mecze i gole w reprezentacji | Mecze i gole w reprezentacji | Mecze i gole w reprezentacji | Mecze i gole w reprezentacji | Mecze i gole w reprezentacji | Mecze i gole w reprezentacji | Mecze i gole w reprezentacji |
| Szwajcaria U-15              | Szwajcaria U-15              | Szwajcaria U-15              | Szwajcaria U-15              | Szwajcaria U-15              | Szwajcaria U-15              | Szwajcaria U-15              | Szwajcaria U-15              |
| Lp.                          | Data                         | Miejsce                      | Gospodarz                    | Gość                         | Wynik                        | Gol                          | Rozgrywki                    |
| ---------------------------- | ---------------------------- | ---------------------------- | ---------------------------- | ---------------------------- | ---------------------------- | ---------------------------- | ---------------------------- |
| 1.                           | 09.09.2014                   | Stirling                     | Szkocja U-15                 | Szwajcaria U-15              | 2:1                          |                              | Mecz towarzyski              |
| 2.                           | 11.09.2014                   | Stirling                     | Szkocja U-15                 | Szwajcaria U-15              | 0:2                          |                              | Mecz towarzyski              |
| 3.                           | 04.11.2014                   | Goldach                      | Szwajcaria U-15              | Austria U-15                 | 4:0                          |                              | Mecz towarzyski              |
| 4.                           | 28.04.2015                   | Niederhasli                  | Szwajcaria U-15              | Walia U-15                   | 1:0                          |                              | Mecz towarzyski              |
| Szwajcaria U-16              |                              |                              |                              |                              |                              |                              |                              |
| Lp.                          | Data                         | Miejsce                      | Gospodarz                    | Gość                         | Wynik                        | Gol                          | Rozgrywki                    |
| 1.                           | 17.09.2015                   | Buochs                       | Szwajcaria U-16              | Włochy U-16                  | 1:0                          |                              | Mecz towarzyski              |
| 2.                           | 13.10.2015                   | Ajdovščina                   | Słowenia U-16                | Szwajcaria U-16              | 0:2                          | Gol · Gol                    | Mecz towarzyski              |
| 3.                           | 15.10.2015                   | Ajdovščina                   | Słowenia U-16                | Szwajcaria U-16              | 3:1                          |                              | Mecz towarzyski              |
| 4.                           | 30.03.2016                   | Lordelo do Ouro              | Szwajcaria U-16              | Norwegia U-16                | 0:2                          |                              | Mecz towarzyski              |
| 5.                           | 01.04.2016                   | Trofa                        | Szwajcaria U-16              | Węgry U-16                   | 3:3                          |                              | Mecz towarzyski              |
| 6.                           | 18.05.2016                   |                              | Dania U-16                   | Szwajcaria U-16              | 3:2                          |                              | Mecz towarzyski              |
| 7.                           | 22.05.2016                   | Starogard Gdański            | Szwajcaria U-16              | Białoruś U-16                | 5:1                          |                              | Mecz towarzyski              |
| Szwajcaria U-17              |                              |                              |                              |                              |                              |                              |                              |
| Lp.                          | Data                         | Miejsce                      | Gospodarz                    | Gość                         | Wynik                        | Gol                          | Rozgrywki                    |
| 1.                           | 11.05.2017                   | Goldach                      | Austria U-17                 | Szwajcaria U-17              | 2:1                          |                              | Mecz towarzyski              |

## Sukcesy

### FC Sankt Gallen
- Wicemistrzostwo Szwajcarii (1×): 2019/2020

## Życie prywatne
Jego kuzyn Roman Spirig również jest piłkarzem, występuje w liechtensteińskim klubie FC Balzers.